# 老挝宗教
寮國宗教（2010）

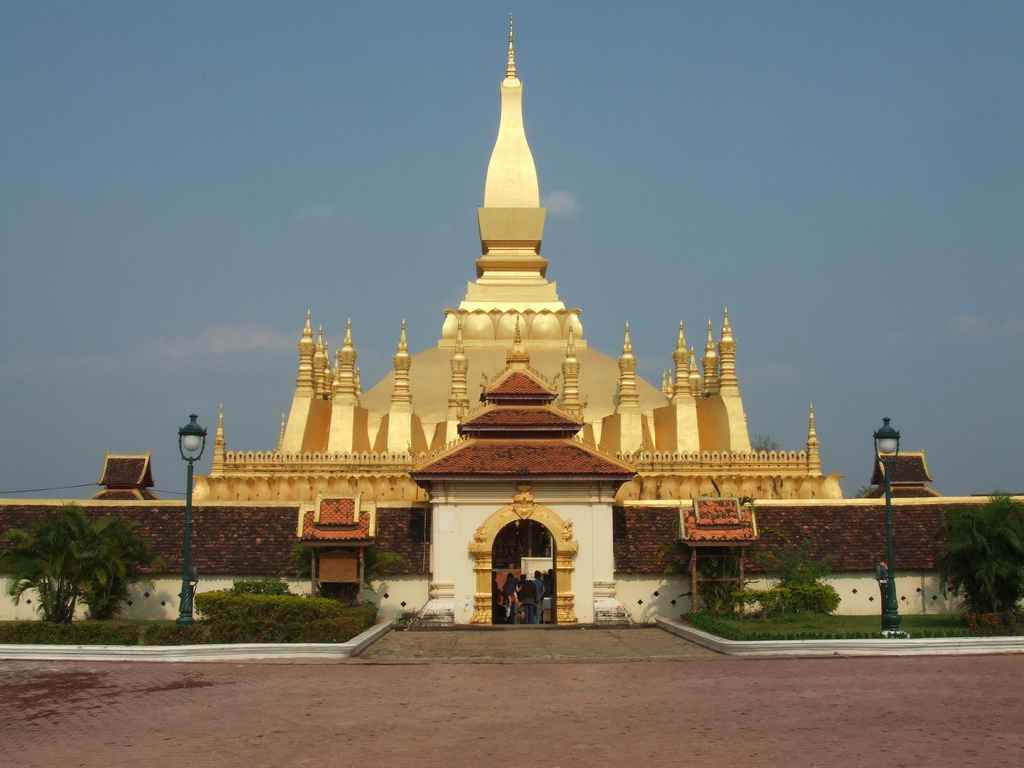
永珍塔鑾佛塔

寮國主要宗教是佛教，大部分民族信奉上座部佛教。除了佛教信仰外，也有信奉寮國民間信仰。基督徒（天主教和新教）佔寮國2％人口。其他宗教信仰包括巴哈伊，漢傳佛教和中國民間信仰。少數寮國公民是無神論或不可知論者。雖然寮國政府禁止勸誘改宗，但一些與私營企業有聯繫的外國人或非政府組織私下從事改宗傳教活動。寮國建國陣線負責宗教事務，要求老撾的所有宗教組織必須註冊。

## 主要宗教

### 佛教

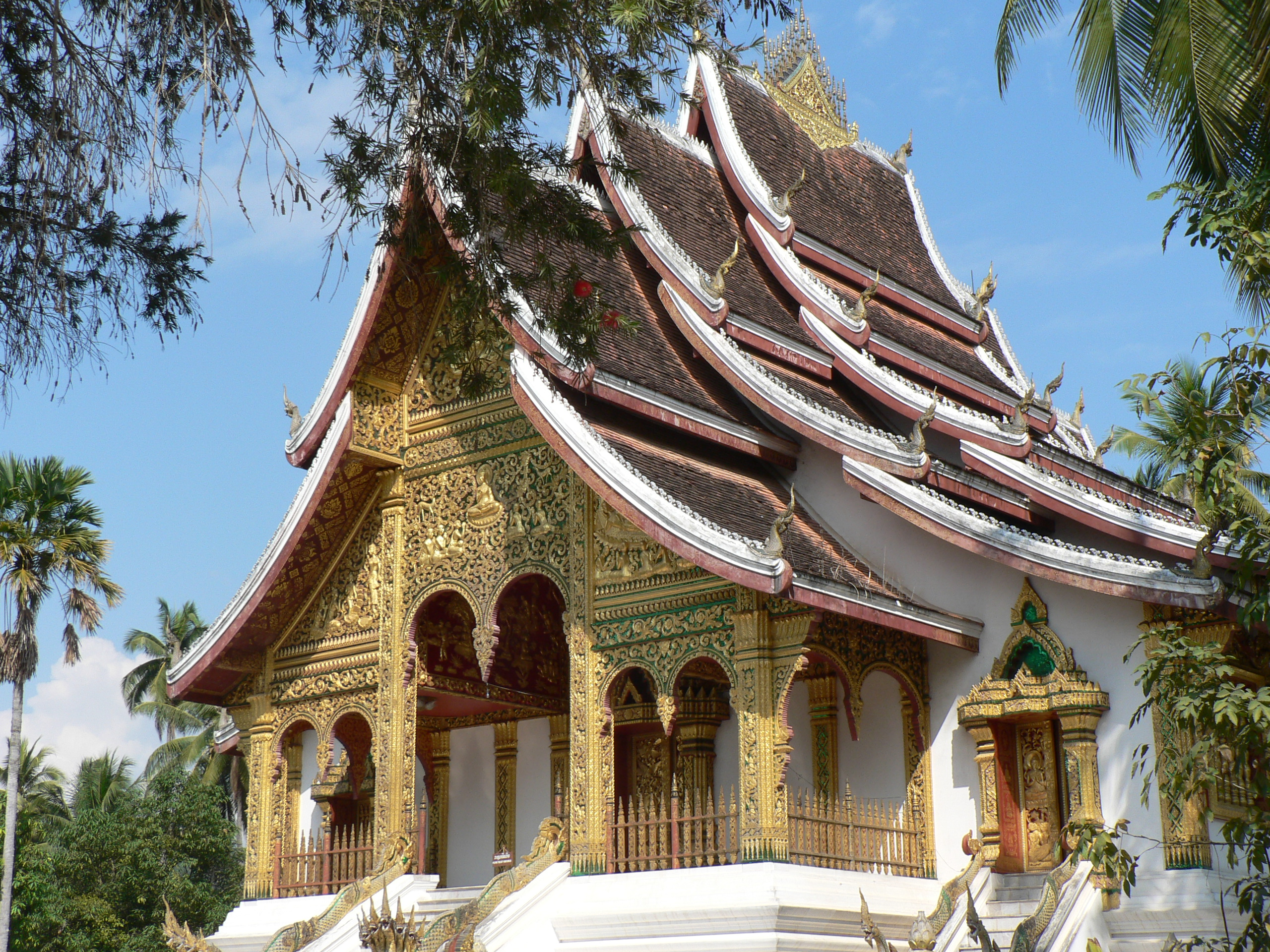
龍坡邦的佛教寺院

佛教從公元八世紀開始由孟族僧侶引入老撾，在十四世紀至今普遍信仰。老撾有近5000座佛寺作為宗教信仰的重點，也是農村社區生活的中心。在大部分的老龍族地區，宗教傳統依然盛行。大多數佛教徒在佛寺中短期出家，即使只有幾天。寮國全國約有兩萬兩千名僧侶，其中近9000人為“高僧”級別。此外，寮國各地約有450名比丘尼，一般都是喪偶的老年婦女。老撾佛教徒屬於上座部佛教的傳統，也是鄰國緬甸，泰國和柬埔寨的主要宗派。萬象有四個大乘佛教寺廟，兩個為越南社群服務，兩個為華人社群服務。來自越南，中國和印度的佛教僧侶拜訪這些寺廟並服務信徒。在越南和中國邊界附近的其他城市中心至少有四座大乘佛教寺廟，而在越南邊境的村莊則有較小的大乘佛教寺廟。

### 老撾民間信仰
老撾民間信仰（寮語：ສາສນາຜີ ）為東南亞的民族宗教，在寮國有30.7％的人口信仰。老撾民間信仰屬於多神論，並和薩滿教信仰有關。

### 基督宗教

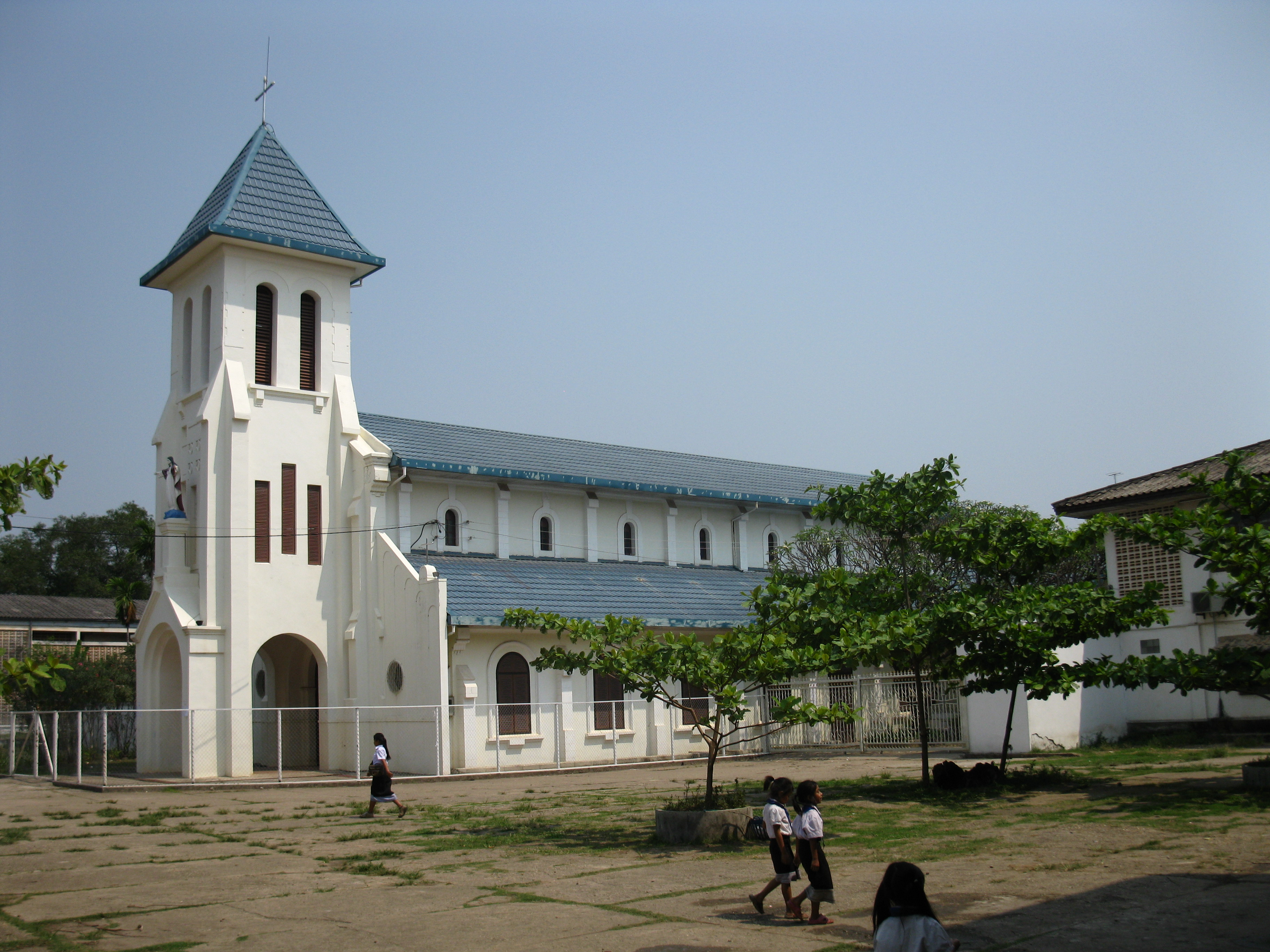
永珍"聖心大教堂" （1928）

基督教是老撾的少數宗教。老撾有三個公認的教會：福音派教會、基督復臨安息日會和羅馬天主教會。羅馬天主教約有45000名信徒，其中許多是越南人，集中在寮國中部和南部湄公河沿岸的主要城市和周邊地區。寮國天主教在中部和南部五個人口最多的省份已經建立教区，天主教信徒能夠公開崇拜。但在寮國北方宗教活動受到限制。龍坡邦天主教會財產在1975年以後被掠奪，在那個城市不再有教區神父。寮國許多新教基督徒是孟-高棉語族，特別是寮國北部的克木族和中部省份的布魯-雲喬族。苗族和瑤族的新教基督徒人數也在迅速增加中。在城市地區，新教吸引了許多老龍族。大多數新教基督徒集中在永珍，沙耶武里省，龍坡邦，川壙省，博利坎賽省，凱山豐威漢市，占巴塞省，阿速坡省以及賽宋奔省。

## 其他宗教
由於老撾古代曾是高棉帝國的一部分，所以有印度教廟宇的遺跡（瓦普寺）。儒教和道教的一小部分信徒居住在城市內，信徒基本上是寮國華人。老撾也有少數穆斯林，主要是占族和回族。